# Bung-Tomo-Klasse
Die Bung-Tomo-Klasse umfasst drei indonesische Multifunktions-Patrouillen-Korvetten. Sie wurden ursprünglich als F2000-Korvetten der Nakhoda-Ragam-Klasse für die Royal Brunei Navy gebaut, aber letztlich von der indonesischen Marine gekauft und umbenannt. Die Klasse ist nach Bung Tomo, einem Anführer der indonesischen Unabhängigkeitsbewegung, benannt.

## Geschichte

### Vorgeschichte:Nakhoda-Ragam-Vertragsstreitigkeiten
Zunächst wurden die drei Schiffe als Korvetten der Nakhoda-Ragam-Klasse von BAE Systems Marine (heute BAE Systems Maritime – Naval Ships) für die Royal Brunei Navy gebaut. Der Vertrag war 1995 an GEC-Marconi vergeben worden und die Schiffe, eine Variante der F2000, liefen im Januar 2001, Juni 2001 und Juni 2002 in der Werft der damaligen BAE Systems Marine in Scotstoun, Glasgow vom Stapel. 
Brunei weigerte sich aber, die drei Korvetten der Nakhoda-Ragam-Klasse von BAE Systems abzunehmen. Die Vertragsstreitigkeiten wurden in einem Schiedsverfahren zugunsten von BAE System beigelegt. Die Schiffe wurden im Juni 2007 an die Royal Brunei Technical Services ausgehändigt. Brunei beauftragte die deutsche Lürssen-Werft, einen neuen Kunden für die drei Schiffe zu finden, die schließlich zu jeweils einem Fünftel des ursprünglichen Stückpreises von der indonesischen Marine gekauft wurden.

### Heutige Nutzung
Die Schiffe sind mit Stand von 2017 im Dienst der indonesischen Marine.
Die Schiffe sind mit MBDA Exocet Block II Seezielflugkörpern und MBDA Sea Wolf Kurzstreckenflugabwehrraketen bestückt. Die Hauptbewaffnung besteht aus einer Oto Melara 76 mm und zwei fernbedienten 30mm DS30M Mark 2 Bordkanonen. Die Schiffe haben außerdem je zwei dreifach Torpedorohre und eine Landeplattform für einen Helikopter vom Typ Eurocopter AS 565 Panther.

### Namensgebung
Die Schiffe wurden auf die Namen KRI Usman Harun, KRI Bung Tomo und KRI John Lie getauft, in Erinnerung an die Dienste, die diese der indonesischen Nation erbracht hatten.
Usman und Harun waren Mitglieder des KKO (Operations Corps Command), das inzwischen in TNI Navy Marines Corps umbenannt wurde. Usman und Harun waren Mitglieder einer Spezialeinheit, die Singapur von 1963 bis 1966 während der indonesischen Konfrontation gegen Malaysia infiltriert hatte. Bung Tomo war ein Anführer der indonesischen Widerstandsbewegung gegen die alliierten britischen und niederländischen Streitkräfte in der Schlacht von Surabaya am 10. November 1945.
John Lie war ein Peranakan-chinesischer Unabhängigkeitskämpfer und Kommandeur eines Schiffes mit dem Namen The Outlaw. Lie schmuggelte landwirtschaftliche Produkte von Sumatra nach Phuket, Malacca und andere Teile von Malaya, um Waffen für die indonesische Unabhängigkeitsbewegung von 1945 bis 1949 zu kaufen.

### Streitigkeiten wegen der Namensgebung
Der Außenminister von Singapur, Kasiviswanathan Shanmugam beschwerte sich in Jakarta darüber, dass die indonesische KRI Usman Harun nach zwei indonesischen Marinesoldaten Usman Hj Mohd Ali und Harun Said benannt wurde, die am 10. März 1965 im MacDonald House in Singapur eine Bombe gelegt und gezündet hatten.
Sie waren für schuldig befunden worden, durch die Explosion der Bombe drei Menschen getötet und 33 weitere verletzt zu haben. Daraufhin wurden sie in Singapur hingerichtet. Singapur hatte dieses schwierige Kapitel der bilateralen Beziehungen eigentlich im Mai 1973 für abgeschlossen betrachtet, nachdem der damalige Premierminister Lee Kuan Yew die Gräber der beiden Marinesoldaten besucht und mit Blumen geschmückt hatte.

### Wichtige Einsätze
Ende Dezember 2014 war die KRI Bung Tomo in Search and Recovery Aufgaben nach dem Absturz des Indonesia-AirAsia-Flugs 8501 in der Javasee zwischen den Inseln Belitung und Borneo involviert. Kurz darauf, Anfang Januar 2015, lief die KRI Usman Harun aus, um nach den Black-Box-Flugschreibern zu suchen, da das Schiff mit am Rumpf montierten Thales Underwater Systems TMS 4130C1 ausgestattet ist.

### Nachgeschichte
Brunei bestellte sich vier Hochseepatrouillenboote der Darussalam-Klasse bei Lürssen, nachdem diese Werft die Korvetten der Nakhoda-Ragam-Klasse verkauft hatte. Die ersten beiden Schiffe wurden im Januar 2011 geliefert. Das zweite Los mit zwei weiteren Schiffen wurde 2014 geliefert.

## Einheiten
| Nummer | Kennung  | Name                           | Bauwerft                      | Kiellegung        | Stapellauf      | Indienststellung | Status |
| ------ | -------- | ------------------------------ | ----------------------------- | ----------------- | --------------- | ---------------- | ------ |
| 1      | 357 (30) | Bung Tomo (ex-Jerambak)        | BAE Systems Marine, Scotstoun | 5. April 2000     | 22. Juni 2002   | 11. Juli 2014    | Aktiv  |
| 2      | 358 (29) | John Lie (ex-Bendahara Sakam)  | BAE Systems Marine, Scotstoun | 16. März 1999     | 13. Januar 2001 | 18. Juli 2014    | Aktiv  |
| 3      | 359 (28) | Usman-Harun (ex-Nakhoda Ragam) | BAE Systems Marine, Scotstoun | 15. November 1999 | 23. Juni 2001   | 18. Juli 2014    | Aktiv  |